# Robert Wlérick
Pour les articles homonymes, voir Wlérick.
Joseph François Robert Wlérick, dit Robert Wlérick, né le 13 avril 1882 à Mont-de-Marsan et mort le 7 mars 1944 à Paris 20e, est un sculpteur français.

## Présentation
Robert Wlérick, dont le grand-père paternel était né en Belgique, voit le jour le 13 avril 1882 à Mont-de-Marsan, au domicile de ses parents situé rue du Château-Vieux, qui porte aujourd'hui son nom. A son décès, le sculpteur laisse quelque 600 dessins et 200 bustes, figures et statues dont la statue équestre du Maréchal Foch qui orne la place du Trocadéro à Paris. Le musée Despiau-Wlérick, qui partage son nom avec celui de Charles Despiau, abrite plus de 180 de ses œuvres.

## Biographie
Son père, Gustave Wlérick, est ébéniste et tient un magasin d’antiquités rue Victor-Hugo face à l'hôtel de la Préfecture des Landes et sa mère se nomme Nelly Lafontan. C’est au lycée Victor Duruy de Mont de Marsan que son professeur Ismaël Morin, né à Lisieux en 1850 et mort à Mont de Marsan en 1923, remarque ses dons pour le dessin et encourage sa vocation, comme il l'avait fait quelques années plus tôt avec Charles Despiau, élève dans le même établissement. À partir de 1897, le jeune homme travaille dans l’atelier familial à Mont-de-Marsan et se consacre aux techniques de la statuaire avec Ismaël Morin. Puis il part étudier à l’École des beaux-arts de Toulouse pendant cinq ans, de 1889 à 1904.
Après son service militaire, Robert Wlérick s’installe à Paris. Dans les musées, il découvre la sculpture antique et se tourne vers les sculpteurs italiens du Quattrocento. Au lieu de s’inscrire à l’École des beaux-arts où l’enseignement, basé sur la représentation réaliste des modèles, lui paraît très éloigné de ses convictions artistiques, il suit les cours d’étude d’après le modèle vivant. Puis il fait la connaissance, par l’intermédiaire de son aîné et ami Charles Despiau, du groupe de sculpteurs de la « Bande à Schnegg ». Peu à peu, il renouvelle totalement son approche de la sculpture et se consacre à un art de synthèse et d’interprétation de plus en plus dépouillé, où tous les détails décoratifs sont gommés. Il détruit les œuvres de jeunesse de l’atelier montois, mais son Enfant aux sabots a subsisté. Bon exemple des débuts de l’artiste, cette figure à l’expression amusante apporte une saveur tout à fait caractéristique du style anecdotique cher à la sculpture française du XIXe siècle.
En 1919, Robert Wlérick commence à enseigner à l’École Germain Pilon qui devient en 1922 l’École des arts appliqués à l’industrie de la rue Dupetit-Thouars. Il y enseigne jusqu’à sa retraite en 1943 et a pour collègues Charles Malfray et Jacques Zwobada. Il a comme élève Louis Leygue. En 1929, il enseigne également à l'Académie de la Grande Chaumière où il remplace Antoine Bourdelle.
Robert Wlérick expose au Salon de la Société nationale des beaux-arts et en 1917, participe avec Antoine Bourdelle, Louis Dejean, Charles Despiau et Aristide Maillol à la fondation du Salon des Tuileries. Il participe également au Salon des artistes décorateurs, à l’Exposition internationale des arts décoratifs de 1925 où il est représenté par quatre œuvres et envoie régulièrement des œuvres au Salon d'automne.
Il continue à dessiner jusqu'à ses derniers instants et meurt de maladie et de privation en 1944.

## Œuvres
L’art de Robert Wlérick se caractérise par une forte intensité dans la construction plastique, trouvant son aboutissement dans les œuvres réalisées à partir de 1925. Salué par ses contemporains comme l’héritier de Jean Goujon, il est sa vie durant à la recherche d’un art calme, serein, équilibré et dépouillé, refusant tant le réalisme « bavard » que la déclamation et le lyrisme.

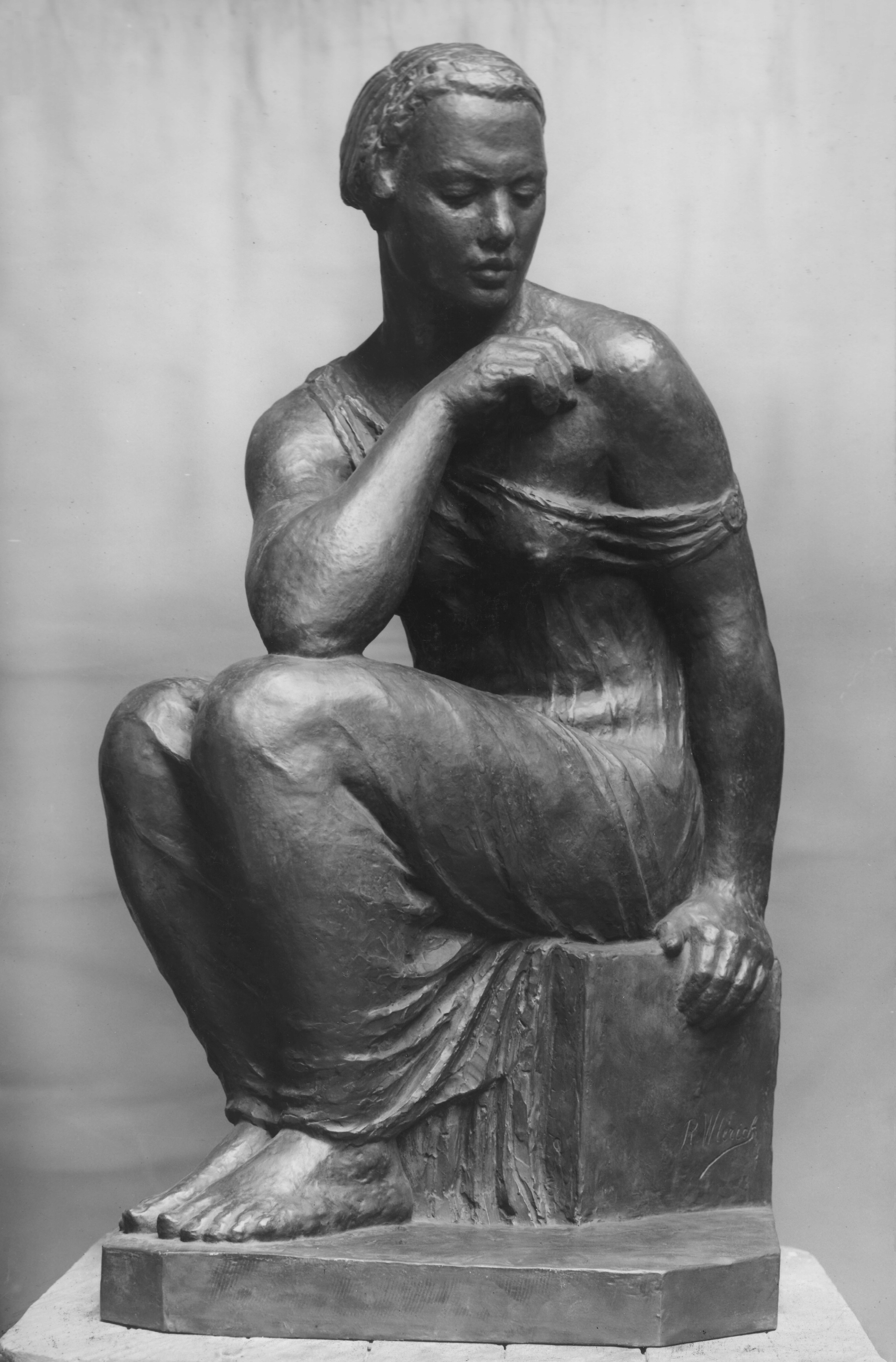
La Pensée.

### La Landaise au capulet
Après l’armistice de 1918, comme beaucoup de sculpteurs de son époque, Robert Wlérick participe à la construction des monuments aux morts qui s'érigent dans toutes les communes de France comme dans les autres pays belligérants. Entre 1918 et 1920, il reçoit ainsi des commandes des villes de Labrit, Morcenx et Saugnacq-et-Muret. L'un des détails les plus marquants du Monument aux morts commandé par la ville de Labrit, est la Landaise au capulet, dont le visage est celui de l'épouse du sculpteur. Extraite d’une étude demi-grandeur, elle est présentée au musée de Mont-de-Marsan. Il tirera plusieurs exemplaires (en bronze et en terre cuite) de ce buste et le bronze est signé « Wlérik ».

### Le cénotaphe de Victor Bérard
En 1933, Wlérick reçoit la commande du monument placé dans le hall du lycée de Morez, en mémoire de Victor Bérard (helléniste, diplomate et homme politique français). Ce monument se compose d’une statue de la Pensée (représenté par une femme assise) surmontée d’un médaillon représentant Victor Bérard de profil.

### LeMonument au maréchal Fochet la querelle du képi

Statue équestre du Maréchal Foch.

Maquette en bois de la statue exposée dans le kiosque du parc Jean-Rameau à Mont-de-Marsan.

En juin 1936, Robert Wlérick est invité par le Comité présidé par le général Weygand, à participer à un concours restreint pour réaliser le Monument au Maréchal Foch, place du Trocadéro sur la colline de Chaillot, sous la forme d'une statue équestre. Pour cette commande monumentale il s’associe à son ami et élève Raymond Martin (1910–1992), avec lequel il avait déjà collaboré en 1935 pour un monument à la mémoire du roi Albert Ier de Belgique. La représentation du maréchal Foch, tête nue, choque l'état-Major et les élus de la commission chargés du choix du lauréat, mais grâce au soutien résolu du docteur Albert Besson, alors vice-président du Conseil général de la Seine et grand blessé de guerre, la commande est attribuée à Robert Wlérick en décembre 1936. 
Le monument n’est pas achevé à la mort du sculpteur montois le 7 mars 1944 et c’est Raymond Martin qui achève la statue malgré les difficultés de l’Occupation. 
Dans la personnalité du Maréchal Foch (1851-1929) qui se distingua à la Marne et dans les Flandres en 1914 avant de diriger la bataille de la Somme en 1916 et de commander les troupes alliées en 1918 qu’il conduisit à la victoire, Wlérick et Martin tiennent à faire ressortir la personnalité du penseur militaire. Il est représenté tête nue et son air décidé n’aurait pas été visible avec le port du képi. Dans cette effigie s’exprime une interprétation glorieuse de la célèbre statue équestre de Marc Aurèle au Capitole de Rome, reprise par l’implacable Gattamelata de Donatello à Padoue. La simplicité des plans réduits au maximum, la cadence géométrique de la chevauchée prestigieuse s’affirment avec franchise et pureté dans l’attitude impérieuse du maréchal. « C’est Foch lui-même, avec son visage magnifique, distingué, volontaire et très humain ». Le socle de huit mètres de haut est conçu par les architectes Jean Carlu, Boileau et Azéma. L'animal choisi est un cheval d’armes au large poitrail, plus trapu que les purs-sangs qu’aimait monter Foch, mais le pur-sang ne convenait pas à la masse d’un monument aux proportions aussi gigantesques.
Une maquette en bois demandée par le ministre des Beaux-arts, Jean Zay, est réalisée à grandeur d’exécution en 1939 à l’emplacement alors prévu : l’esplanade entre les deux ailes du Palais de Chaillot. Cette œuvre unique, présentant de fines lattes de bois sur une armature intérieure, a été offerte par les héritiers Martin au Musée Despiau-Wlérick en 1992. Les familles Wlérick et Martin ont offert par la suite des études et maquettes relatives à la statue équestre du Maréchal. Le musée Despiau-Wlérick possède également la tête du Maréchal et la tête du cheval, fragments conservés du modèle original et présentés dans la salle Wlérick.

### Les autres commandes importantes

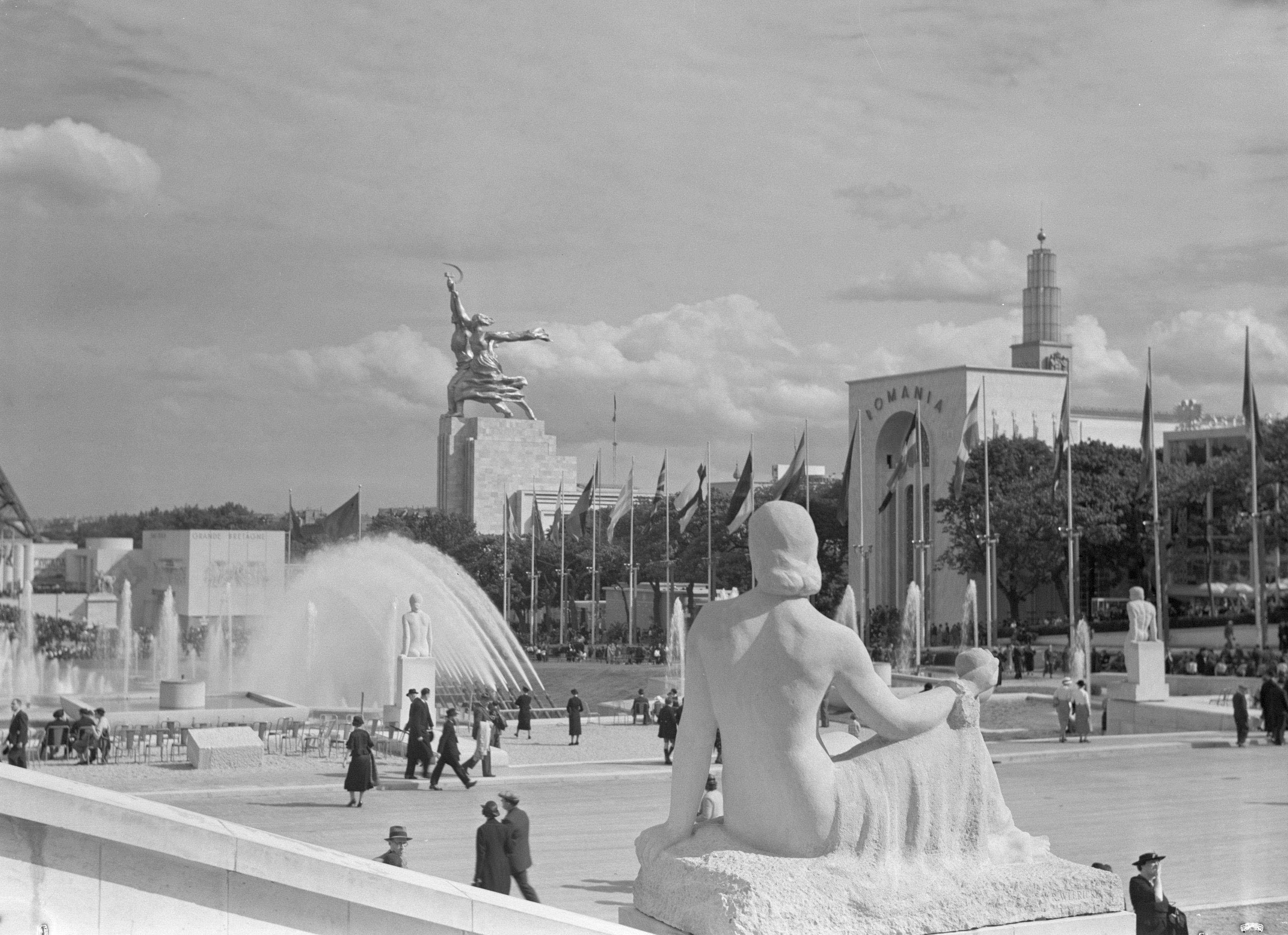
Pomone, vue ici (de dos) durant l'Exposition internationale de 1937 (photographie de Willem van de Poll).

Robert Wlérick participe à l’Exposition internationale des arts et techniques de 1937 avec d’autres commandes, telles Zeus pour le Pavillon de l’Électricité, L’Offrande pour le Petit Palais, et La Jeunesse, exposée aux « Maîtres de l’Art indépendants ».
Zeus a fait l’objet d’une fonte en bronze unique, propriété de la Compagnie parisienne de distribution d’électricité, longtemps visible au siège parisien d'EDF avant d'être exposée depuis décembre 2009 au musée EDF Electropolis de Mulhouse. De cette œuvre dont le musée de Mont-de-Marsan présente le plâtre original teinté, le sculpteur a extrait le Torse de Zeus complètement réinterprété, également appelé Torse d’athlète. La lumière passe différemment sur ce torse serré et tendu, qui offre la vision d’un corps sain et exalté et dont Patrice Dubois dira : « Il n’est pas un pouce du modelé qui ne soit scellé par un frémissement ». L’œuvre est limitée à huit exemplaires et quatre épreuves d’artistes. La première fonte fait partie des collections du musée national d’art moderne. L’exemplaire 3/8 appartient au musée Despiau-Wlérick. 
Toujours dans le cadre de l’Exposition internationale de 1937, Robert Wlérick obtient la commande d'une statue en pierre représentant Pomone, pour être placée au bas de la rampe nord-est d'un escalier monumental, celui réalisé pour accéder au nouveau Palais de Chaillot depuis le site de la fontaine du Trocadéro. Le musée de Mont-de-Marsan présente une version en bronze de l'œuvre, dont le modelage préparatoire s'est opéré en une séance de pose. Le tirage en bronze est limité à dix exemplaires, deux épreuves d’artiste et cette fonte présentée au musée Despiau-Wlérick.

### Rolande
En 1937 Robert Wlérick conçoit à l'origine le projet d'une statue de 5 mètres de hauteur, symbole de la France, et réalise des esquisses en plâtre selon une dizaine d'états différents. Deux agrandissements sont réalisés en bronze, l'un de 84 cm de hauteur vers 1940, un autre de 125 cm en 1942-1943 (fonderie de la Fondation de Coubertin) acquis par la ville du Havre en 2017 et exposé sur l'avenue Foch près du square Saint Roch. Le sculpteur a donné à cette œuvre, exemplaire de son attachement à la figure féminine, le nom de son modèle, Rolande.

## Postérité

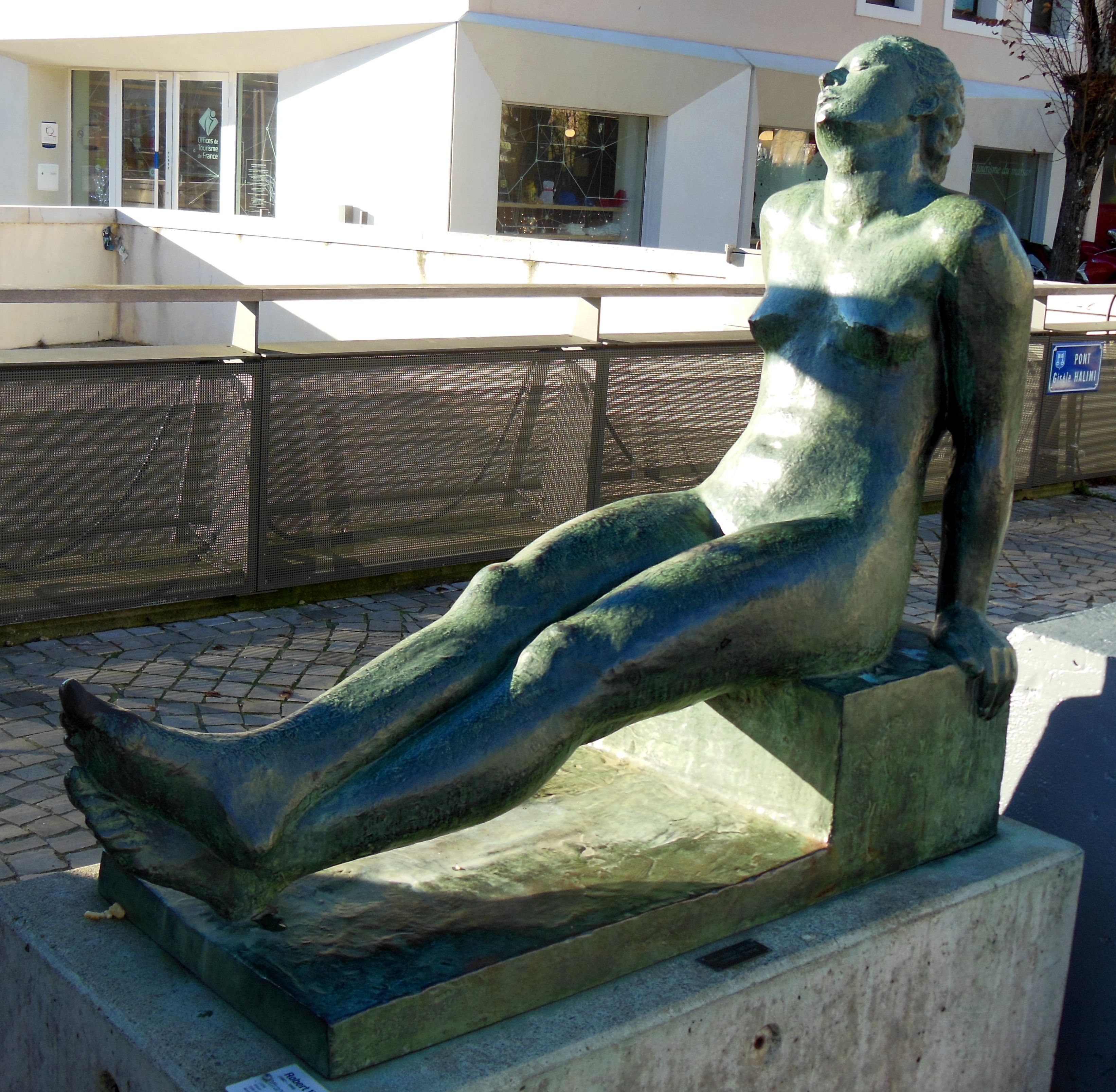
L'Offrande, exposée sur le pont Gisèle-Halimi à Mont-de-Marsan.

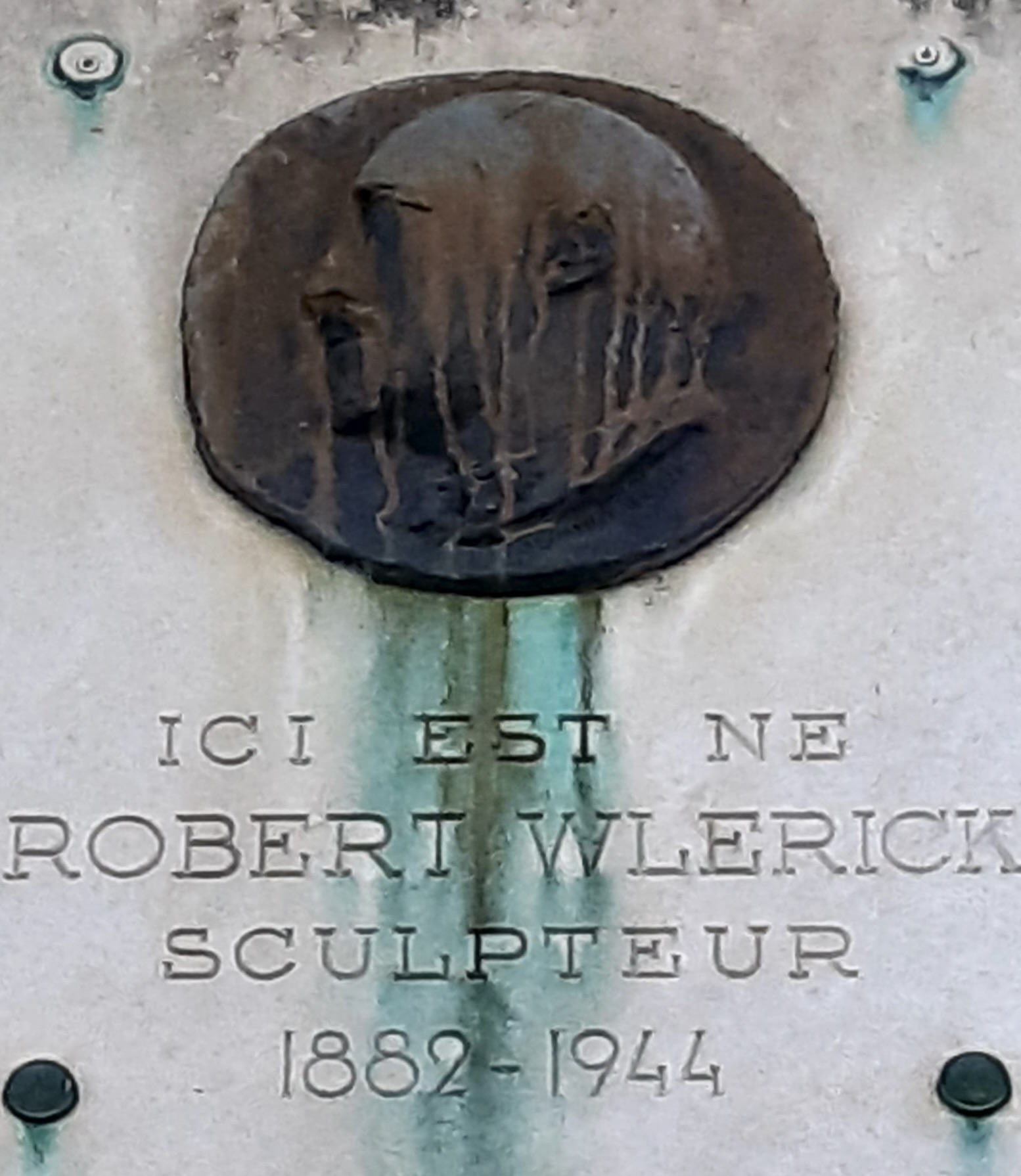
Plaque signalant l'emplacement de la maison de naissance de l'artiste, dans la rue qui porte aujourd'hui son nom à Mont-de-Marsan.

Son épouse continuera à promouvoir son œuvre et elle participera à l'organisation d'une importante rétrospective des œuvres de Wlérick avec le peintre Maurice Boitel au Salon de la Société nationale des beaux-arts dans les années 1960. Le 10 mars 1958, la rue de Mont-de-Marsan où il est né est renommée rue Robert-Wlérick.
En 1994, pour commémorer le cinquantenaire de la mort de Wlérick, quatre musées français, dont le musée Bourdelle à Paris et le musée de Mont-de-Marsan, organisent une exposition consacrée aux études, esquisses et dessins. En 1991 est publiée une anthologie de textes. L’année 1999 est marquée par la publication des actes du colloque de 1995. Ainsi se poursuit la remise à l’honneur de l’œuvre très personnelle d’un sculpteur moderne qui aime la sculpture pure basée sur le corps humain et particulièrement le portrait et le nu parce qu’il y voit, selon Paul Roudié, « un côté éternel ».
Le fils de Robert Wlérick est l'astronome Gérard Wlérick, membre de l'Institut de France.
Les principales œuvres de l'artiste sont exposées au musée de Mont-de-Marsan, avec celles de l'autre sculpteur montois, Charles Despiau. Quelques œuvres sont également exposées à la Fondation de Coubertin, à Saint-Rémy-lès-Chevreuse (Yvelines).

## Élèves notables
- Raymond Veysset

### À l'école des arts appliqués (1919-1943)
- René Babin (1919-1997)
- Roger Bertrand Baron (1907-1994)
- Jean Carton
- Méthody  Ketzkarov (1904-1981)

- Marcel Chassard (1907-1997)
- Louis Leygue (1905-1992)